# OCI Global
OCI (ehemals Orascom Construction Industries) ist ein international agierender niederländischer Düngemittelproduzent. Er war auch bis zum Verkauf dieser Teilaktivität Anfang 2008 ein bedeutender Zementproduzent im Nahen Osten und in Afrika sowie bis zur Abspaltung dieses Teilbereiches 2015 auch eine Baufirma. Das Unternehmen ist an der Amsterdamer Börse notiert.

## Geschichte
Die Gesellschaft wurde 1950 in Ägypten von Onsi Sawiris gegründet und steht im Mehrheitseigentum der Sawiris-Familie, die einen Anteil von 54,48 % hält. Der Rest der Aktien ist im Streubesitz. Das Baugeschäft ist Ausgangspunkt und eine der Kerngesellschaften der mittlerweile multinational agierenden und hoch expansiven Orascom-Gruppe.
Der Vorstandsvorsitzende (CEO) der OCI, Nassef Sawiris, erwarb 1982 einen Bachelor-Abschluss in Wirtschaftswissenschaften an der University of Chicago. Er ist der jüngste Sohn des Gründers Onsi Sawiris.
Der OCI gehörten auch Zementfabriken in Ägypten und Algerien, die eine jährliche Produktionskapazität von 13,5 Millionen Tonnen haben. OCI kaufte in Afrika und im Nahen Osten Zementwerke auf und ließ zudem durchschnittlich zwei neue Anlagen pro Jahr bauen. Anlagen waren auch in Westafrika und in Nigeria im Bau. In Tunesien will die OCI eine spezielle Zementanlage für Weißzement errichten, ein Baustoff, der vor allem in arabischen Ländern aus Prestige-Gründen hoch begehrt ist.
Im Januar 2008 wurde börsenbekannt, dass die Orascom-Gruppe sämtliche Aktivitäten der Zementfabrikation zu 100 % an den weltgrößten Zementhersteller, die französische Lafarge-Gruppe mit Sitz in Lyon, verkauft hat.
Orascom Construction Industries ist auch ein bedeutender Hersteller von Stickstoffdünger und der weltgrößte Produzent von Melamin; zum Ausbau dieser Aktivitäten wurde 2010 die Stickstoffdünger- und Melaminproduktion der niederländischen DSM übernommen. Außerdem gehört das Unternehmen zu den größten Methanolherstellern.
Im Januar 2013 verlegte OCI den Sitz von Kairo nach Amsterdam. Hierzu übernahm die niederländische OCI NV sämtliche Aktien der bisherigen ägyptischen, an der Börse Kairo notierten Obergesellschaft Orascom Construction Industries SAE in Form eines Aktientausches. Die neue OCI NV ist an der Amsterdamer Börse notiert. Am 24. März 2014 wurde OCI in den AEX-Index aufgenommen.
Mit der Sitzverlagerung wurde auch eine räumliche Nähe zum im Nahen Osten aktiven belgischen Bauunternehmen BESIX geschaffen, mit der seit 1992 ein Joint Venture bestand, aus der zwischenzeitlich eine 50-prozentige Anteilseignerschaft geworden war.
Am 6. November 2014 kündigte OCI eine Aufspaltung des Konzerns an. Die bisherige, an der Amsterdamer Börse gelistete OCI NV enthält seitdem die Chemieaktivitäten, die an der Börse Kairo und an der NASDAQ Dubai gelistete Orascom Construction Limited die Bauaktivitäten des Konzerns. Die Aktionäre der OCI NV erhalten für je zwei OCI Aktien eine Aktie der Orascom Construction Limited.
Am 6. August 2015 einigten sich OCI und der US-amerikanische Konkurrent CF Industries auf die Übernahme der wesentlichen Geschäftsbereiche von OCI für 8 Milliarden US-Dollar. Nach der Übernahme, die Mitte 2016 abgeschlossen werden sollte, sollte CF Industries seinen Sitz in die Niederlande verlegen und der weltweit größte Hersteller von Stickstoffdünger werden. OCI sollte nach der Übernahme einen Anteil von 27,7 % an CF Industries halten. Außerdem sollte es einige, wenige Beteiligungen an Stickstoffdüngerherstellern in den Niederlanden, Ägypten und Algerien halten. Im Mai 2016 wurde bekannt, dass CF Industries sein Angebot zurückgezogen hat.
Bis 2017 errichtet OCI zusammen mit Proman und der Helm AG in Beaumont (Texas) eine der größten Methanol-Anlagen der Welt.